# Dryopteris stewartii
Dryopteris stewartii är en träjonväxtart som beskrevs av Fraser-jenk. Dryopteris stewartii ingår i släktet Dryopteris och familjen Dryopteridaceae. Inga underarter finns listade.

## Bildgalleri

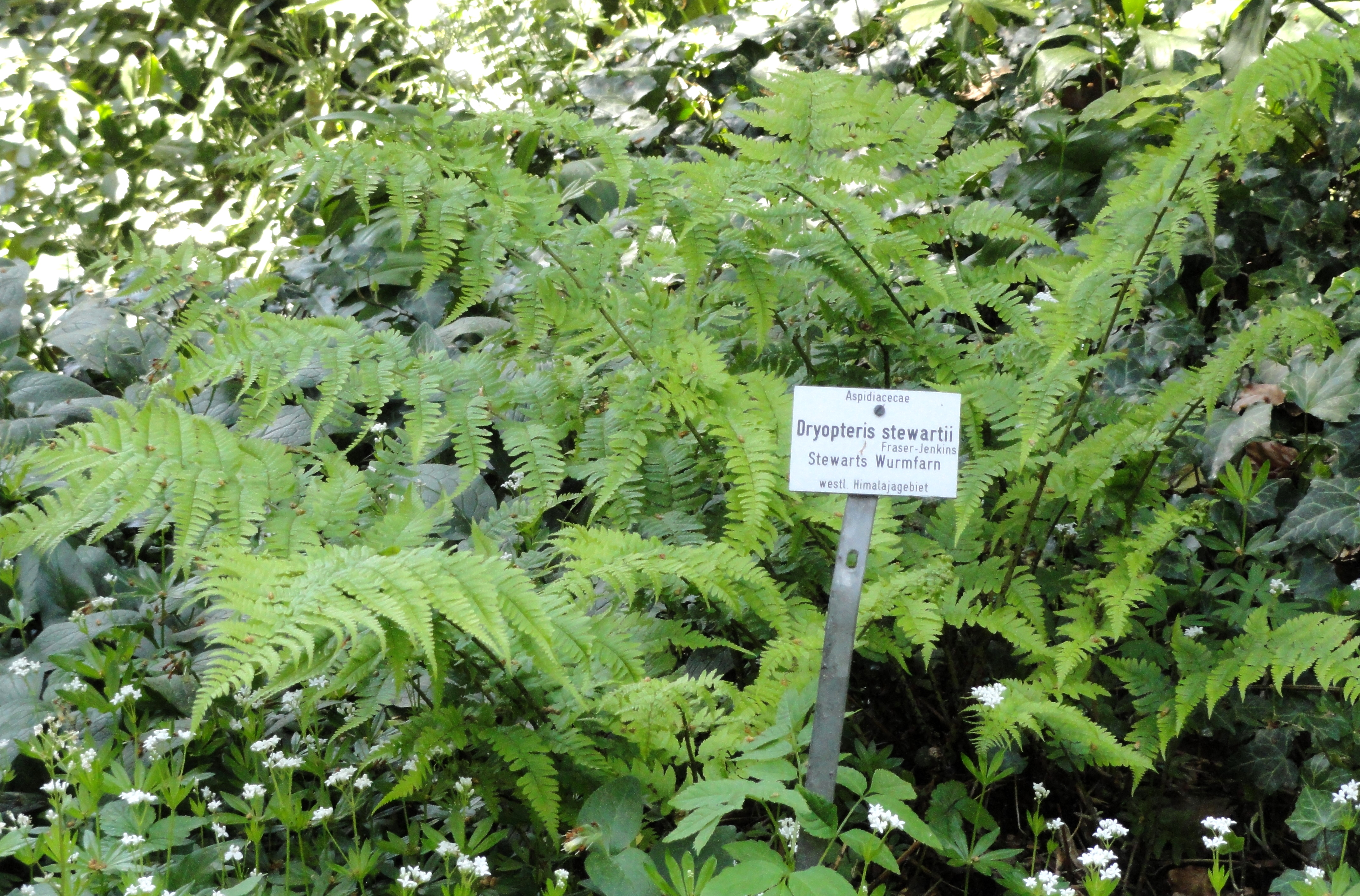